# Mycobacterium abscessus
Mycobacterium abscessus é uma micobactéria de crescimento rápido contaminante comum da água. Era catalogada com uma subespécie de Mycobacterium chelonae até 1992. M. abcessus pode causar enfermidade crônica pulmonar, infecção de feridas pós-traumáticas, enfermidade cutânea disseminada principalmente em pacientes imunodeprimidos.

## Infecção em humanos
Mycobacterium abscessus, como outras micobactérias de crescimento rápido (MCR) (tais como a Mycobacterium fortuitum e o Mycobacterium chelonae)  podem ser contaminantes de fontes naturais de água e do solo e serem as espécies mais freqüentes  deste tipo de bactéria em infecções relacionadas a questões de saúde humana. Infecções por MCR podem se desenvolver em quase praticamente qualquer tecido ou órgão do corpo
humano, sendo mais freqüente a infecção da pele, tanto supeficial quanto subcutaneamente. São registradas infecções após cirurgias de revascularização miocárdica, diálise peritoneal, hemodiálise, mamoplastia e artroplastia. Não são relatadas transmissões de paciente a paciente, sendo as fontes mais importantes as ambientais.
Geralmente as infecções de pele por MCR se apresentam como abscessos piogênicos, com supuração e reação inflamatória aguda, ou evoluem lentamente, com formação de nódulos, inflamação crônica,  ulceração, formação de loja e fistulização. O desenvolvimento da doença é variável, sendo mais freqüente a evolução crônica progressiva, com raros casos de cura espontânea. Não existem sinais patognomônicos. Normalmente a falta de resposta aos antibióticos mais comumente utilizados para patógenos comuns em moléstias de pele é que leva às suspeitas da infecção por MCR.
Wenger e colaboradores relataram surto de infecções, a partir de água destilada armazenada para preparação de soluções, de M. chelonae e a então subespécie abscessus, além de M. gordonae e um "microrganismo ácido-resistente de crescimento lento e pigmentação alaranjada não identificado" em clínica de podologia associado ao uso de injetores contaminados.
No período de abril de 2004 a janeiro de 2005, na cidade de Belém (PA), Brasil, houve um grande surto de infecção hospitalar causado por Mycobacterium abscessus.

## Identificação
Micobactérias de crescimento rápido têm sido isoladas de amostras associadas à cirurgias videolaparoscópica, mesoterapia e prótese mamária. Nestes casos a análise do perfil de PCR-restrição enzimática tem evidenciado fragmentos de 235/205 bases após restrição com a enzima BstEII e fragmentos de 200/ 70 bases posterior à digestão com a enzima HaeIII, e tais comportamentos são atribuídos à espécie Mycobacterium abscessus.

## Tratamento
As infecções por Mycobacterium abscessus, assim como outras MCR, são tratadas com a aplicação de antibioticoterapia muitas vezes acrescida da abordagem cirúrgica. O antibiótico mais empregado, por uma abordagem empírica, é a monoterapia com claritromicina, em casos de formas cutâneas localizadas, associada com um aminoglicosídeo nos casos de imunossupressão ou de acometimento sistêmico. Nas formas cutâneas extensas recomenda-se a associação da claritromicina com amicacina. Quinolonas (ciprofloxacina, ofloxacina, gatifloxacina e moxafloxacina) são empregadas quando o paciente apresenta reação negativa a estas drogas, mas não está recomendado pela freqüência de cepas resistentes.